# Linn Hansson
Linn Hansson, född 18 september 1997 i Partille, är en svensk handbollsspelare (vänstersexa), som spelar för Önnereds HK i Handbollsligan.

## Karriär

### Klubblag
Hansson började spela handboll i IK Sävehof och vann under sin tid i klubben ett JSM-guld. Då det var hård konkurrens i Sävehof vänstersex-positionen valde hon att 2016 flytta till Göteborgslaget BK Heid. Totalt spelade Hansson sju säsonger i BK Heid, men hade även en period på nio månader då hon lagt av med handbollen. Säsongen 2021/2022 spelade Hansson samtliga seriematcher och gjorde 92 mål.
Inför säsongen 2022/2023 flyttade Hansson till seriekonkurrenten Önnereds HK.

### Landslag
Hansson spelade aldrig någon ungdomslandskamp då det var hård konkurrens på vänstersex-positionen av bland annat Hanna Örtorp, Emma Rask och Olivia Mellegård. I oktober 2022 blev hon för första gången uttagen i det svenska A-landslaget. Den 28 oktober 2022 debuterade Hansson och gjorde ett mål i en vinstmatch över Tjeckien. Inför EM 2022 fick hon stanna hemma som reserv, men blev senare under mästerskapet inkallad till truppen.